# 锰铅矿
錳鉛礦（英語：Coronadite）
是一種黑色单斜晶系礦物，分子式為Pb(Mn4+,Mn2+)8O16，含有處於兩種氧化態的鉛和錳的三元氧化物。 該礦物由 Waldemar Lindgren 於 1905 年，以美國西南部探險家 Francisco Vasquez de Coronado 的名字命名。

### 结晶学特征
錳鉛礦屬单斜晶系，其晶体形态呈块状、纤维状、葡萄状或肾状集合体。為暗灰、黑色，半金属光泽，不透明晶體。具褐黑色条痕和不平坦状断口。摩氏硬度4.5-5，密度5.246 .

### 成因产状
锰铅矿為沉積岩礦物，产于灰岩侵蚀面上的含铅黑土中，与黑锌锰矿
(Chalcophanite)、针铁矿(Goethite)等共生。